# Drottning Tamars flygplats
Drottning Tamars flygplats, eller Mestias flygplats, är en flygplats i den georgiska staden Mestia, döpt efter den georgiska drottningen Tamar av Georgien. 
Flygplatsen började konstrueras under hösten 2010. På julafton (24 december) 2010 öppnades flygplatsen då presidenten Micheil Saakasjvili landade på flygplatsen. Flygplatsen kommer att vara öppen under alla årstider. Under vinterhalvåret kan den ta emot mindre plan med omkring 18 passagerare, medan den på sommaren kan ta emot flyg med upp till 50 passagerare. Flygplatsen ligger på en höjd av 1 400 m ö.h., och landningsbanan är 1 110 meter lång. Som mest kommer flygplatsen att kunna ta emot ungefär ett flygplan i timmen.
- Wikimedia Commons har media som rör Drottning Tamars flygplats.